# اصطدام القمر الصناعي 2009
اصطدام القمر الصناعي في 2009 هو أول اصطدام غير مقصود يحدث بين قمرين صناعيين في مدار الأرض. وقع الاصطدام بين قمرين للاتصالات أحدهما أمريكي والآخر روسي في الساعة 16:56 بالتوقيت العالمي المنسق يوم العاشر من فبراير 2009 على مسافة 780 كيلومتر فوق سيبيريا. ، وقد نتج عن الاصطدام تدمير كلا من القمرين

## أثر الإصطدام
في أعقاب الاصطدام، قدّرت وكالة الفضاء الأميركية "ناسا" بعد عشرة أيام من الحادث أن الحادث الفضائي بين القمرين قد أسفر عن توليد ما لا يقل عن 1000 قطعة حطام يتجاوز حجمها 10 سم، إلى جانب عدد كبير من القطع الأصغر. وبحلول يوليو/تموز 2011، كانت شبكة المراقبة الفضائية الأميركية قد سجّلت أكثر من 2000 قطعة كبيرة من الحطام الناتج عن الاصطدام.

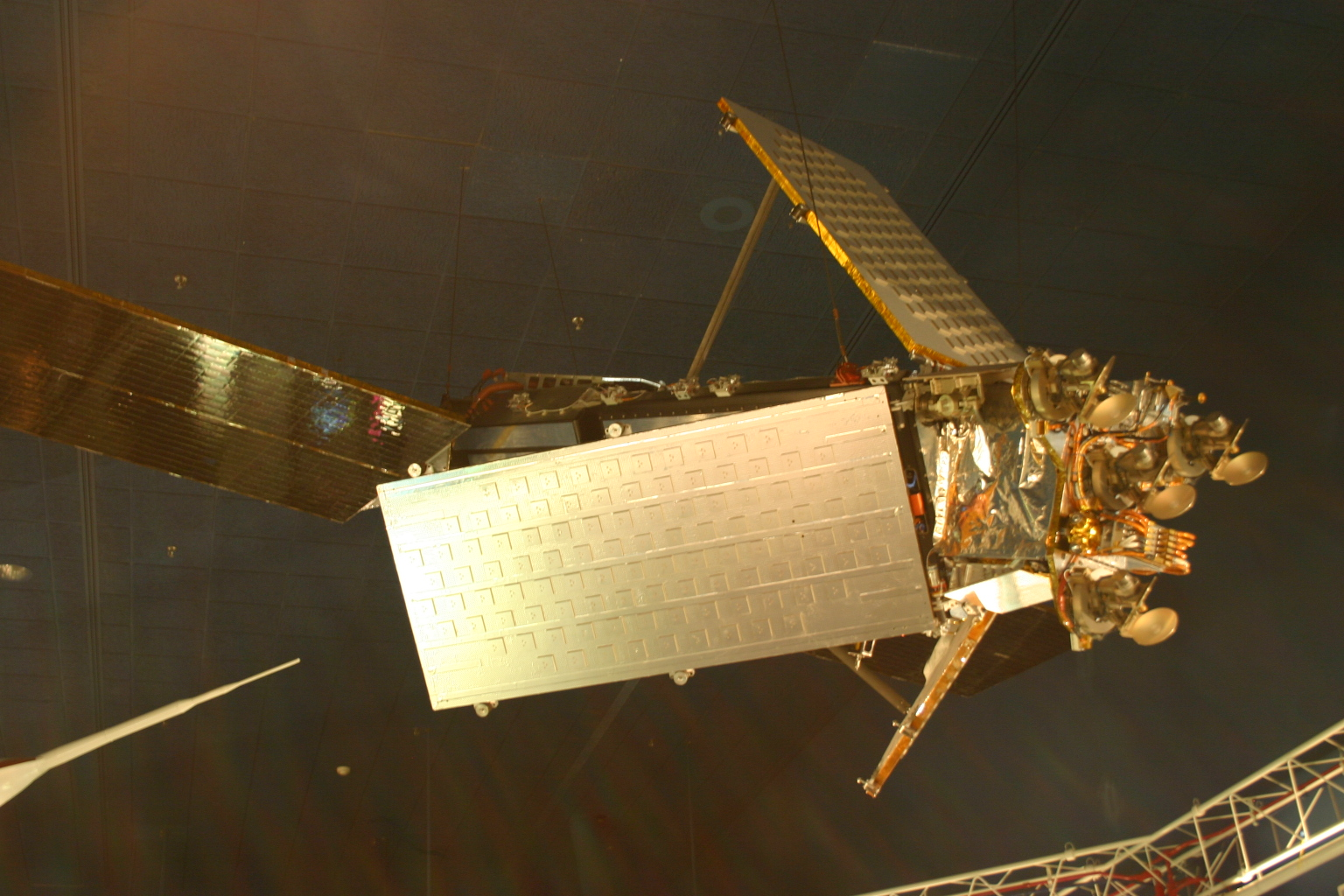
نسخة طبق الأصل للقمر الصناعي إيريديوم

قدّرت "ناسا" أن الخطر على محطة الفضاء الدولية—التي تدور على ارتفاع نحو 430 كيلومترًا تحت موقع الاصطدام—كان منخفضًا، وكذلك على عملية إطلاق مكوك الفضاء STS-119 التي كانت مقررة في أواخر فبراير 2009.
غير أن علماء صينيين حذّروا من أن الحطام يشكّل تهديدًا للأقمار الصناعية الصينية التي تدور في مدارات شمسية التزامن. كما اضطرت محطة الفضاء الدولية إلى تنفيذ مناورة تجنّب في آذار/مارس 2011 نتيجة اقتراب حطام ناتج عن الاصطدام.
وبحلول كانون الأول/ديسمبر 2011، كانت العديد من القطع الصغيرة من الحطام في حالة تدهور مداري، ومن المتوقع أن تحترق في الغلاف الجوي خلال سنة إلى سنتين.
وفي عام 2016، صنّفت Space News الاصطدام كـ ثاني أكبر حادث تجزئة في تاريخ الفضاء، حيث أسفر القمر الروسي "كوسموس 2251" عن 1668 قطعة حطام مسجلة، في حين ولّد "إيريديوم 33" 628 قطعة. وبحلول كانون الثاني/يناير 2016، كان لا يزال هناك 1141 و364 قطعة على التوالي في المدار.
وفي عام 2024، وبعد مرور 15 عامًا على الحادث، أدرجت قاعدة بيانات المراقبة الفضائية الأميركية 916 قطعة من "كوسموس 2251" و212 قطعة من "إيريديوم 33" لا تزال في المدار.
وفي 24 آذار/مارس 2012، مرّت قطعة صغيرة من حطام القمر "كوسموس 2251" قرب محطة الفضاء الدولية على بُعد نحو 120 مترًا في الساعة 2:38 صباحًا بتوقيت الساحل الشرقي. وكإجراء احترازي، لجأ روّاد الفضاء الستة إلى كبسولتي "سويوز" الراسيتين بالمحطة حتى مرور الحطام بسلام.
في الأيام التي أعقبت الحادث، وردت تقارير عن ظواهر جوية في ولايات تكساس وكنتاكي ونيو مكسيكو الأميركية، نُسبت إلى حطام ناتج عن الاصطدام. ومع ذلك، لم تعلن وكالة "ناسا" ولا قيادة الفضاء الأميركية عن أي دخول فعلي للحطام في الغلاف الجوي آنذاك، وبيّنت التقارير أن هذه الظواهر لا علاقة لها بالحادث.
ففي 13 شباط/فبراير 2009، أفاد شهود في كنتاكي بسماع دوي انفجارات صوتية. وأصدر مكتب الأرصاد الجوية الوطني بيانًا تحذيريًا حول أصوات انفجارات محتملة ناتجة عن سقوط حطام فضائي. كما أصدرت إدارة الطيران الفدرالية تحذيرًا للطيارين بشأن الحطام العائد إلى الغلاف الجوي. ومع ذلك، أشارت بعض التقارير إلى أن هذه الظواهر كانت على الأرجح ناتجة عن زخّات شهب. وقد خُلط في 15 شباط/فبراير 2009 بين نيزك شديد السطوع فوق سماء تكساس وبين حطام فضائي من الاصطدام.
وقد جدّد هذا الحادث، إلى جانب عدد من الحوادث المشابهة، الدعوات لوضع قوانين تُلزم بالتخلّص من الأقمار الصناعية الخارجة عن الخدمة، سواء بإخراجها من المدار إلى "مدارات المقابر" أو بإسقاطها بشكل آمن نحو الغلاف الجوي. ومع ذلك، لا يوجد حتى عام 2024 قانون دولي مُلزِم بهذا الخصوص، رغم أن بعض الدول—مثل فرنسا منذ كانون الأول/ديسمبر 2010—اعتمدت قوانين وطنية بهذا الشأن.
أما في الولايات المتحدة، فتلزم لجنة الاتصالات الفدرالية جميع الأقمار الصناعية في المدار الثابت بالنسبة للأرض، والتي أُطلقت بعد 18 آذار/مارس 2002، بالانتقال إلى "مدار المقبرة" عند نهاية عمرها التشغيلي.

## معرض صور

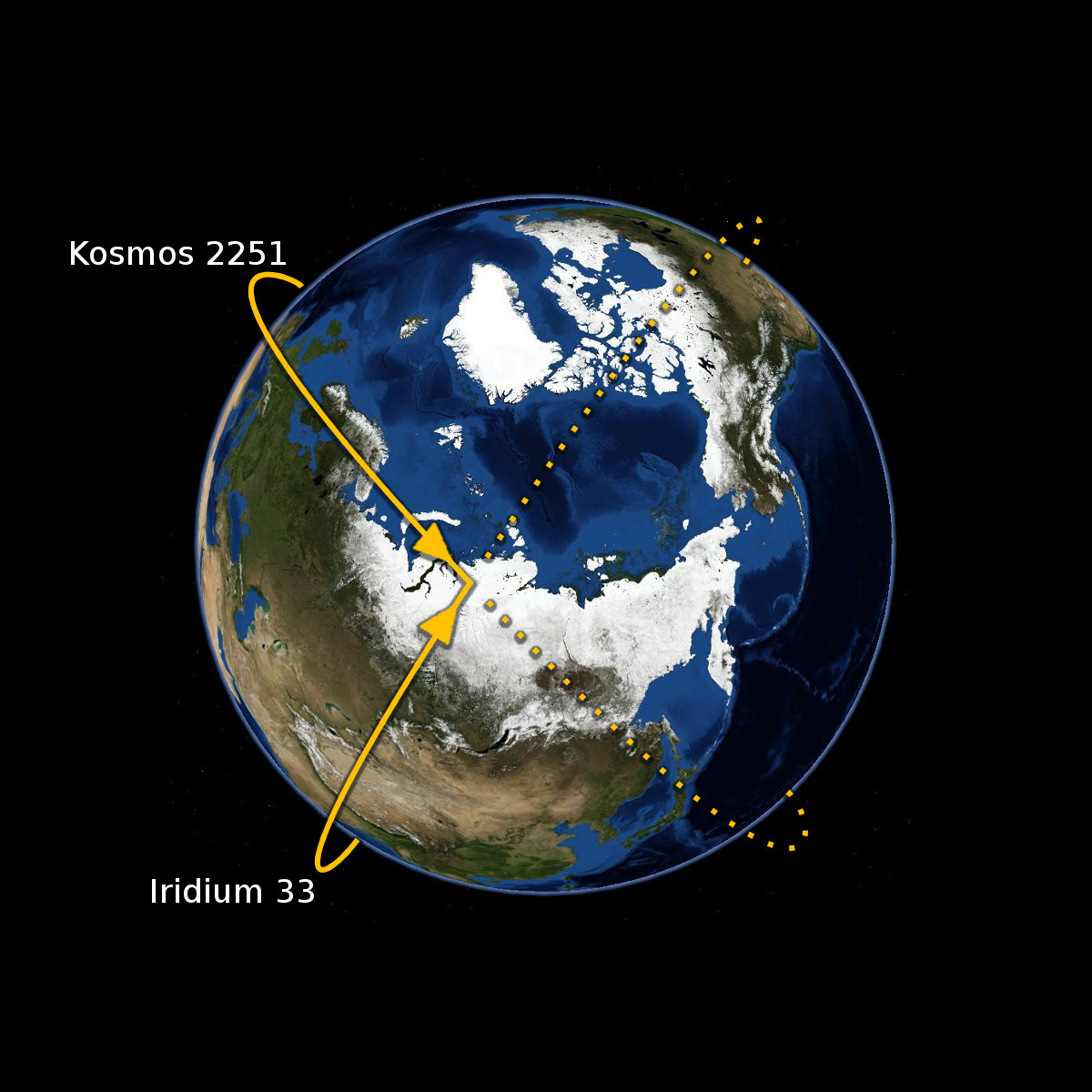
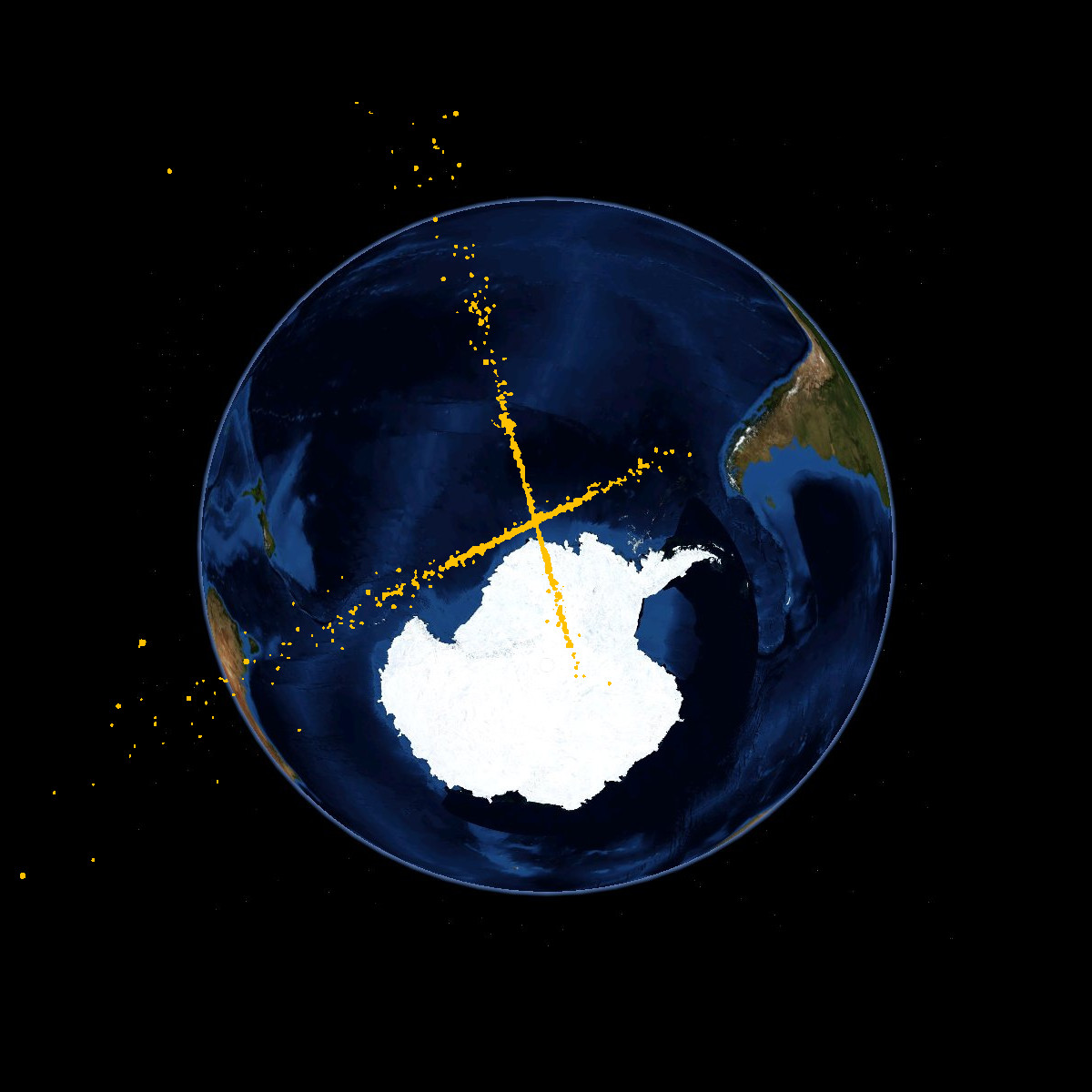
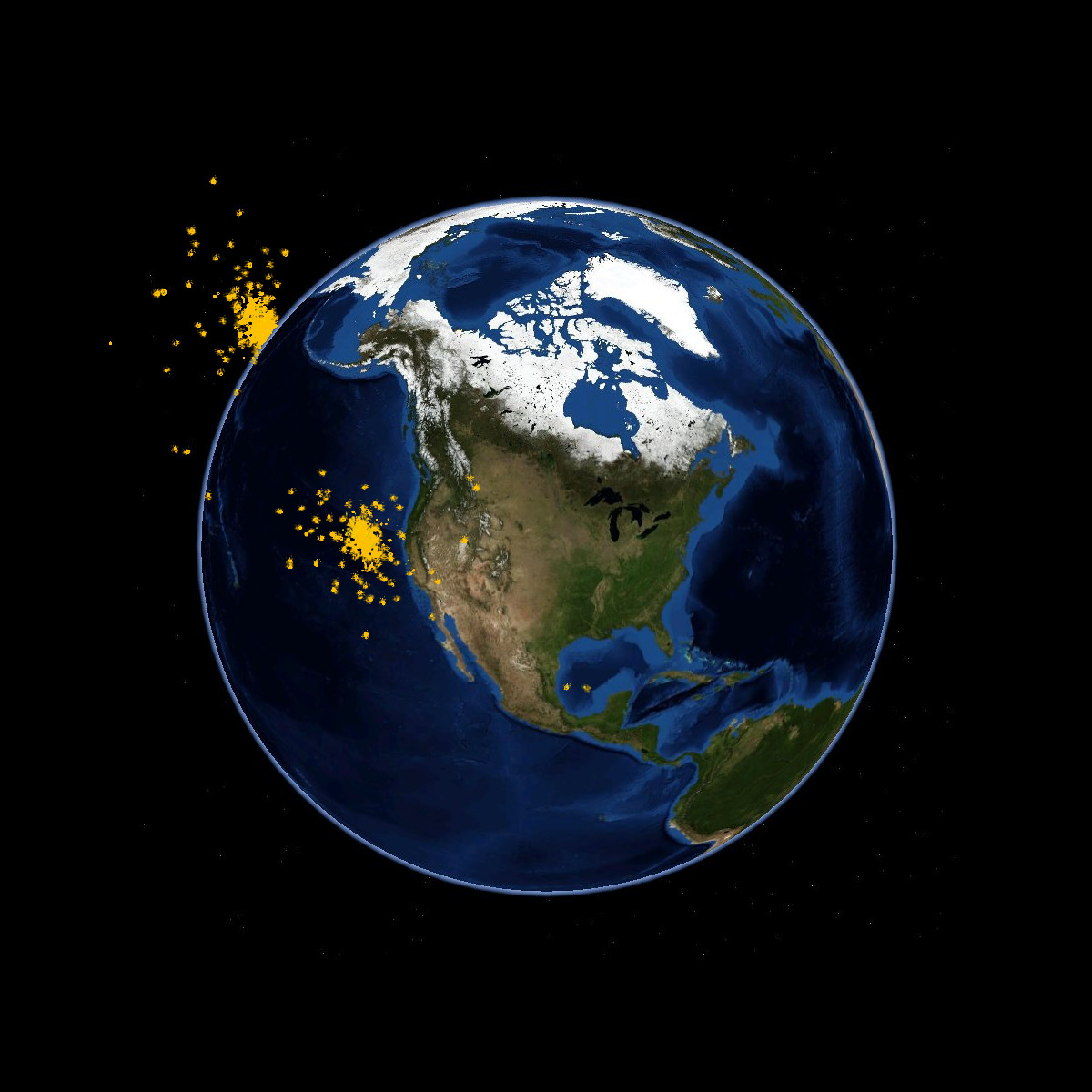